# Eudocia Paleologa
Eudocia Paleologa (in greco Ευδοκία Παλαιολογίνα?; circa 1265 – 18 settembre 1302) è stata un'imperatrice bizantina, era la terza figlia dell'imperatore bizantino Michele VIII Paleologo e di sua moglie Teodora, una nipote di Giovanni III Vatatze, imperatore di Nicea.

## Biografia
Nel 1282, Eudocia sposò a Costantinopoli Giovanni II Mega Comneno, imperatore di Trebisonda, dal quale ebbe due figli, Alessio e Michele. Nel 1298, dopo la morte del marito e l'ascesa del figlio Alessio II, tornò alla corte del fratello a Costantinopoli portando con sé il figlio minore Michele.
Andronico II Paleologo ricevette sua sorella, progettando di usarla per sigillare un accordo diplomatico con Stefano Uroš II Milutin, re di Serbia: la mano di Eudocia in cambio di una pace negoziata. Il re Stefano era d'accordo con questa proposta, perché una delle sue tre mogli era morta da poco. "Ma niente di ciò che Andronico poteva fare avrebbe influenzato sua sorella a considerare la prospettiva di una vita con un barbaro libidinoso nelle terre selvagge della Serbia", scrive Donald M. Nicol. Re Stefano fu costretto ad accontentarsi della figlia di Andronico e della sua seconda moglie Irene di Monferrato, Simonida.
Nel frattempo, Alessio II decise per sé di sposare Jiajak Jaqeli, una principessa georgiana. Suo zio Andronico II, che era stato nominato suo tutore dal padre, voleva che questo matrimonio fosse annullato; egli aveva previsto che Alessio sposasse la figlia dell'alto funzionario di corte Niceforo Cumno. Eudocia usò il pretesto di indurre il figlio a sciogliere il matrimonio per ottenere il permesso del fratello di tornare a Trebisonda nel 1301; al suo arrivo, consigliò invece al figlio di tenere la moglie georgiana. Eudocia morì l'anno successivo, e William Miller ipotizza che sia stata sepolta nella chiesa di San Gregorio di Nissa.
Anthony Bryer ha ipotizzato che una Eudocia, che è diventata monaca con il nome monastico di Eufemia, menzionata in un'iscrizione dipinta registrata da Fallmerayer nel monastero di Panagia Theoskepastos, possa essere stata Eudocia Palaologa. Non è stato provato in modo soddisfacente che questa Eudocia sia come membro della dinastia dei Mega Comneni, e Bryer offre una serie di argomenti a supporto di questa identificazione. Egli nota che esiste "una forte tradizione locale indipendente del XIX secolo" secondo la quale Eudocia avrebbe fondato la chiesa di San Gregorio di Nissa prima della sua morte. Infine, Bryer nota che "non sarebbe sorprendente se avesse voluto mettere non solo la distanza, ma il velo di una suora tra sé e gli spietati e allarmanti piani matrimoniali di suo fratello (che includevano alleanze mongole e turche per altri membri femminili della sua famiglia) prima di morire nel 1302."

## Ascendenza
|                         |                |                              | Genitori                |  |  | Nonni               |  |  | Bisnonni                |  |
|                         |                |                              |                         |  |  | Andronico Paleologo |  |  | Alessio Ducas Paleologo |  |
|                         |                |                              |                         |  |  | Andronico Paleologo |  |  | Alessio Ducas Paleologo |  |
|                         |                | Irene Comnena                |                         |  |  | Andronico Paleologo |  |  |                         |  |
| Michele VIII Paleologo  |                |                              |                         |  |  | Andronico Paleologo |  |  |                         |  |
|                         |                | Teodora Angelina Paleologina | Alessio Paleologo       |  |  |                     |  |  |                         |  |
|                         |                | Teodora Angelina Paleologina | Alessio Paleologo       |  |  |                     |  |  |                         |  |
|                         |                | Teodora Angelina Paleologina | Irene Angelina          |  |  |                     |  |  |                         |  |
| Eudocia Paleologa       |                | Teodora Angelina Paleologina |                         |  |  |                     |  |  |                         |  |
|                         | Giovanni Ducas | Isacco Ducas Vatatzes        |                         |  |  |                     |  |  |                         |  |
|                         | Giovanni Ducas | Isacco Ducas Vatatzes        |                         |  |  |                     |  |  |                         |  |
|                         | Giovanni Ducas | …                            |                         |  |  |                     |  |  |                         |  |
| Teodora Ducas Vatatzina | Giovanni Ducas |                              |                         |  |  |                     |  |  |                         |  |
|                         |                | Eudocia Angelina             | Giovanni Comneno Angelo |  |  |                     |  |  |                         |  |
|                         |                | Eudocia Angelina             | Giovanni Comneno Angelo |  |  |                     |  |  |                         |  |
|                         |                | Eudocia Angelina             | …                       |  |  |                     |  |  |                         |  |
|                         |                | Eudocia Angelina             |                         |  |  |                     |  |  |                         |  |